# Костромська чверть
Костромська чверть (четь) — один з приказів Московії, який відав управлінням 17-22 міст з повітами (Кострома, Муром, Ростов, Ярославль та ін).
Неодноразово згадується у записниках у 1627-1680. Щорічні прибутки приказу становили близько 30 тисяч рублів.
У 1671 наказано передати їх у Приказ Великого палацу.
У 1680 найменована Костромським четвертним приказом і в ній був наказ видати міста, що потім увійшли до складу провінцій Костромської та Ярославської.
В останню чверть XVII століття справи Костромської чверті передано до Стрілецького наказу.